# Carvalhal (Abrantes)
Carvalhal ist eine Gemeinde in Portugal.

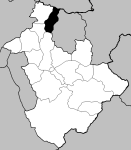
Lage von Carvalhal im Kreis

Carvalhal gehört zum Kreis Abrantes im Distrikt Santarém, besitzt eine Fläche von 17,5 km² und hat 531 Einwohner (Stand 19. April 2021).